# Joan Francesc Ferrer Sicilia
|  | «Rubi» redirigeix aquí. Vegeu-ne altres significats a «Rubí». |

Joan Francesc Ferrer Sicilia, conegut com a Rubi, (Vilassar de Mar, el Maresme, 1970), és un exfutbolista i entrenador de futbol català. La temporada 2012-13 va ser l'entrenador del Girona FC de la segona divisió, posteriorment va passar a formar part del cos tècnic del FC Barcelona, i encara més tard ha entrenat diversos altres equips de primera divisió, entre ells el RCD Espanyol.

## Trajectòria

### Com a jugador
Rubi va jugar al Vilassar de Mar, on va començar la seva carrera, i posteriorment va jugar en equips de Segona Divisió B com l'AEC Manlleu, Espanyol B, CE L'Hospitalet, Pontevedra Club de Futbol i Terrassa Futbol Club.

### Com a entrenador
Com a entrenador, ha dirigit diversos equips catalans de Tercera Divisió i Segona Divisió B. Rubi es va estrenar com a tècnic el 2001 a la Tercera Divisió, amb el Vilassar, aconseguint dues vuitenes posicions en dues temporades.
Després, va passar a entrenar L'Hospitalet, amb el qual va disputar la promoció d'ascens a Segona Divisió B.
La temporada 2004-05 va ser nomenat tècnic del CE Sabadell, però va acabar sent acomiadat el març de 2005.
Posteriorment, va dirigir l'Espanyol B (filial del Reial Club Esportiu Espanyol) durant gairebé tres anys, aconseguint un ascens a Segona B en seva primera campanya al capdavant de l'equip blanc i blau.
Després d'una breu experiència a la UE Ibiza Eivissa, el 4 de juny de 2009, Rubi va fitxar pel Benidorm CD, on va romandre una temporada, portant a l'equip al 6è lloc.
El 8 de juny de 2012, es va anunciar que Rubi seria l'entrenador del Girona FC a la temporada 2012-13, després d'haver format part de l'staff tècnic del mateix club durant el curs anterior. L'ajustat pressupost de l'entitat gironina i el fet que l'equip hagués aconseguit la permanència a la recta final de l'última campanya amb bastant de patiment no convidaven a l'optimisme, però el Girona de Rubi es va mostrar com una de les revelacions d'aquesta temporada, estant en llocs de promoció d'ascens o ascens directe en totes les jornades excepte la primera. Finalment, l'equip català acaba la Lliga regular en quart lloc, cosa que li donà accés al "play-off". Després d'eliminar l'Alcorcón, el Girona va perdre la final contra l'Almeria i el seu somni no es va poder complir, encara que va completar la millor temporada de la seva història.
El 28 de juny de 2013, Rubi confirmà la seva marxa del Girona FC per integrar-se al cos tècnic del FC Barcelona de Tito Vilanova. Amb la recaiguda del tècnic de Bellcaire d'Empordà del càncer, passà a ser assistent de Gerardo "Tata" Martino.
El 19 de maig de 2014 el FC Barcelona va anunciar la desvinculació de Rubi del club. El 3 de juny de 2014 es va fer oficial el seu fitxatge com a entrenador pel Reial Valladolid, que acabava de baixar a la segona divisió, per dues temporades.
L'octubre de 2015 va fitxar per la UE Llevant, de primera divisió, després de la destitució de Lucas Alcaraz, que deixava l'equip com a cuer de la lliga. Fou presentat com a nou entrenador del Llevant el 28 d'octubre, després del cessament de Lucas Alcaraz. En el seu debut a la màxima categoria, va fer vint-i-sis punts en vint-i-nou partits, que no van ser prou per evitar el descens a la segona divsió. i el club granota no li va renovar el contracte.
El 18 de gener de 2017 fou contractat com a entrenador del Real Sporting de Gijón en substitució d'Abelardo Fernández, amb el club immers en una situació delicada a la classificació de Primera i amb l'objectiu d'evitar el descens, cosa que finalment no va assolir. El juny de 2017 es va anunciar el seu fitxatge per la SD Huesca de segona divisió, club que la temporada anterior havia disputat la promoció d'ascens a primera.
El juny de 2018, després d'assolir l'ascens a primera divisió amb la SD Huesca, signà amb el RCD Espanyol per dues temporades.
El 6 de juny de 2019, després d'haver abonat la seva clàusula de recissió, Rubi marxa del RCD Espanyol i fitxa pel Real Betis Balompié per dues temporades més una tercera d'opcional.